# Заслуженный работник дипломатической службы Российской Федерации
«Заслу́женный рабо́тник дипломати́ческой слу́жбы Росси́йской Федера́ции» — почётное звание, входящее в систему государственных наград Российской Федерации.

## Основания для присвоения
Звание «Заслуженный работник дипломатической службы Российской Федерации» присваивается высокопрофессиональным работникам дипломатической службы Российской Федерации за личные заслуги:
- в разработке и успешной реализации внешнеполитического курса, позволяющего отстаивать и продвигать интересы Российской Федерации в мире и обеспечить ей лидирующие позиции в ведущих международных организациях;
- в развитии и укреплении политических и экономических связей Российской Федерации с иностранными государствами;
- в защите интересов государства, прав граждан и юридических лиц Российской Федерации за рубежом;
- в организации внешнеполитических мероприятий с участием Президента Российской Федерации;
- в воспитании и подготовке квалифицированных кадров для дипломатической службы Российской Федерации.

Почётное звание «Заслуженный работник дипломатической службы Российской Федерации» присваивается, как правило, не ранее чем через 20 лет с начала осуществления профессиональной деятельности и при наличии у представленного к награде лица наград (поощрений) федеральных органов государственной власти, других федеральных государственных органов или органов государственной власти субъектов Российской Федерации.

## Порядок присвоения
Почётные звания Российской Федерации присваиваются указами Президента Российской Федерации на основании представлений, внесённых ему по результатам рассмотрения ходатайства о награждении и предложения Комиссии при Президенте Российской Федерации по государственным наградам.

## История звания
Почётное звание установлено Указом Президента Российской Федерации от 30 марта 1998 года № 319 «О внесении дополнений в Указ Президента Российской Федерации от 30 декабря 1995 года № 1341 „Об установлении почётных званий Российской Федерации, утверждении положений о почётных званиях и описания нагрудного знака к почётным званиям Российской Федерации“».
Тем же указом утверждено первоначальное Положение о почётном звании, в котором говорилось:
Почётное звание «Заслуженный работник дипломатической службы Российской Федерации» присваивается высокопрофессиональным работникам дипломатической службы за заслуги в разработке и реализации внешнеполитического курса Российской Федерации, защите интересов государства, прав граждан и юридических лиц за рубежом, подготовке дипломатических кадров и состоящим на дипломатической службе 20 и более лет.

В настоящем виде Положение о почётном звании утверждено Указом Президента Российской Федерации от 7 сентября 2010 года № 1099 «О мерах по совершенствованию государственной наградной системы Российской Федерации».

## Нагрудный знак
Нагрудный знак имеет единую для почётных званий Российской Федерации форму и изготавливается из серебра высотой 40 мм и шириной 30 мм. Он имеет форму овального венка, образуемого лавровой и дубовой ветвями. Перекрещенные внизу концы ветвей перевязаны бантом. На верхней части венка располагается Государственный герб Российской Федерации. На лицевой стороне, в центральной части, на венок наложен картуш с надписью — наименованием почётного звания.
На оборотной стороне имеется булавка для прикрепления нагрудного знака к одежде. Нагрудный знак носится на правой стороне груди.